# Gertrude Wondrack

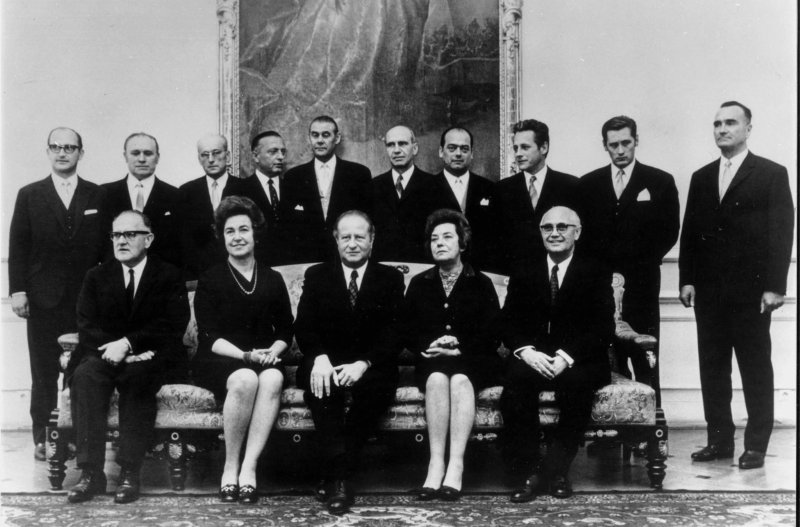
Gertrude Wondrack (links neben Bruno Kreisky) im Kabinett Kreisky I (1970)

Gertrude Wondrack (* 8. März 1920 in Wien; † 31. Juli 1971 in Sankt Lorenzen bei Scheifling, Steiermark) war eine österreichische Gewerkschafterin und Politikerin (SPÖ).

## Leben
Gertrude Wondrack war von Beruf Schneiderin. Sie trat 1945 in die SPÖ ein. 1946 / 1947 arbeitete sie im Modesalon Adlmüller in Wien. Als es dort zu gewerkschaftlichen Problemen kam und man Wondrack entlassen wollte, engagierte sie sich in der Gewerkschaft der Textil-, Bekleidungs- und Lederarbeiter, für die sie dann von 1948 bis 1963 tätig war. Seit 1. Jänner 1964 war sie Bundesfrauensekretärin der SPÖ. 1964–1966 gehörte sie als Vertreterin Wiens dem Bundesrat an, anschließend war sie 1966–1971 Abgeordnete zum Nationalrat und Vorsitzende von dessen Sozialausschuss. Sie war Mitglied des Bundesparteivorstandes der SPÖ. 
Bundeskanzler Bruno Kreisky berief sie im April 1970 nach seinem Wahlsieg in seine erste Regierung, und zwar als Staatssekretärin im von Vizekanzler Rudolf Häuser geleiteten Bundesministerium für soziale Verwaltung. In dieser Funktion war sie vor allem für Volksgesundheit zuständig und engagierte sich stark für die Interessen berufstätiger Frauen. 
Auf der Rückfahrt von einem Termin in Villach hatte ihr Dienstwagen im Sommer 1971 an der Grenze von Kärnten zur Steiermark einen Frontalzusammenstoß, nachdem der Wagen bei regennasser Straße auf die Gegenfahrbahn geraten war. Gertrude Wondrack wurde als Beifahrerin durch die Windschutzscheibe geschleudert und war sofort tot. Im anderen Wagen starben zwei Menschen; Wondracks Chauffeur überlebte den Unfall.

## Ehrungen
Gertrude Wondrack wurde in Wien, 13. Bezirk, in der Maygasse im Bezirksteil Speising ein Denkmal in Form einer Porträtbüste errichtet. 2006 benannte die Stadtverwaltung den Gertrude-Wondrack-Platz im „Kabelwerk“, 12. Bezirk, Bezirksteil Altmannsdorf, nach der Politikerin.